# Güterbahnhof Bremen – Areal für Kunst und Kultur
Der Güterbahnhof Bremen – Areal für Kunst und Kultur befindet sich auf dem 36.000 m² großen Gelände des stillgelegten Güterbahnhofs in Bremen-Mitte direkt neben dem Bremer Hauptbahnhof. Seit 1997 beherbergt er Ateliers und Veranstaltungsräume.

## Geschichte
Die ersten Verladeschuppen auf dem Güterbahnhof Bremen entstanden in den 1840er Jahren. Mit dem Neubau des sogenannten Hannoverschen Bahnhofs, jetzt Hauptbahnhof Bremen, kamen 1890 weitere Gebäude dazu.
Im Zweiten Weltkrieg wurde ein Großteil der Gebäude zerstört und in der Nachkriegszeit wieder aufgebaut. In den 1960er Jahren war der Güterbahnhof mit insgesamt 450 m Länge und 80 m Breite einer der größten Umschlagplätze Deutschlands. 1964 wurde auf dem hinteren Teil des Geländes die 14.500 m² große Gleishalle gebaut. Nach dem Strukturwandel wurde der Bahnbetrieb bis 1997 eingestellt. 2003 erwarb die Freie Hansestadt Bremen das Objekt von der Deutschen Bahn.
Seit 1997 ist der gemeinnützige Verein 23 zur Förderung intermedialen Kulturaustausches e.V. Mieter einer Immobilie auf dem Gelände, das er als Künstlerhaus nutzte, und seit 2009 des gesamten Güterbahnhofs. Der Verein ist Träger der Ateliers, Galerien, Veranstaltungs- und Spielstätten.

## Nutzung
Im Güterbahnhof Bremen arbeiten regelmäßig um die 300 Beteiligte in mehr als 100 Räumen, Werkstätten und Hallen, die den Bereichen Bildende Kunst, Musik und Darstellende Künste dienen. 2022 fanden nach eigenen Angaben 221 öffentliche Veranstaltungen statt.
Einrichtungen des Vereins 23
- Der Parkplatz Güterbahnhof befindet sich als erste Anlaufstelle auf dem vorderen Hofareal nahe des Bahnübergangs. Er wird als wirtschaftlicher Zweckbetrieb vom Verein 23 betrieben. Die Gewinne dienen der Förderung von Kunst und Kultur.
- Die Galerie Herold ist ein von einer Gemeinschaft geleitetes Projekt. Es versteht sich als offene, unabhängige und nichtkommerzielle Galerie. Seit 1994 finden acht Einzelausstellungen pro Jahr statt. Diese werden ergänzt durch Performances, Vorträge und Lesungen.
- Im CIAO Ausstellungscontainer finden monatlich wechselnde Ausstellungen statt.
- Die Containerbühne auf dem Parkplatz bietet eine Umgebung für kulturelle Begegnungen.
- Tor 40 ist seit 2018 eine ca. 200 m² große Halle für multifunktionale Produktion, Arbeit und Präsentation. Dort präsentierte 2023 die Bremer Gruppe „Edit Wars“ das Kunstprojekt Propaganda Narrative Soundscapes – deconstructing propaganda through data and art.[4]
- In Tor 26 befindet sich das Gastatelier für internationale Austauschprogramme.
- Hofgrün ist seit 2017 eine ehrenamtliche Arbeitsgruppe für den Grünbereich im 7500 m² großen Innenhof.
- Werkstätten für Siebdruck und Fotografie können mitgenutzt werden.

Kulturangebote
- spedition ist eine interdisziplinäre Plattform für künstlerische Ideen, die von einem gemeinnützigen Verein betrieben wird. Sie versteht sich als kulturelles Versuchsfeld für zeitgenössische Kunst.[5]
- Schaulust ist seit 2011 ein Produktions- und Veranstaltungsraum für Theater, Musik, Tanz, Zirkus, Show und Performance.[6] 2007 inszenierte hier Johann Kresnik die Uraufführung des Tanztheaterstücks Amerika nach einem Roman von Franz Kafka.[7][8] 2022 führte der Choreograf Markus Hoft das Tanztheater „spürbar unsichtbar“ mit sehenden und blinden Tänzerinnen und Tänzer auf.[9]
- Linie 7 ist ein Treffpunkt der Bremer Boulderszene mit Cafe.[10]
- Die Gleishalle ist eine ca. 14.500 m² große Halle. Hier fand 2009,[11] 2011 und 2014[12] der Bremer Kunstfrühling, die damals größte Kunstausstellung im Nordwesten, statt.
- Lagerbereiche mit ca. 5500 m² Fläche, genutzt u. a. durch Bremer Shakespeare Company, Übersee-Museum, Urban Screen, Kultur und Bildungsverein Ostertor, Blaumeier-Atelier, Initiative Bremer Karneval, Theaterkontor, Krankenhaus-Museum/KulturAmbulanz, Kommunalkino City 46, Quartier gGmbH, Figurentheater Mensch Puppe, AMS Impro, Dreimeterbretter, Ghostcity.
- Künstler bieten eigenständig oder in Zusammenarbeit mit Weiterbildungsträgern Kurse und Workshops für Kinder, Jugendliche und Erwachsene an. Künstlerische Kompetenzen werden in den Bereichen Malerei, Bildhauerei, Graffiti, analoge Druckverfahren, Fotografie, Trickfilm, Musik und Sounddesign weitergegeben.